# 五島美代子
五島 美代子（ごとう みよこ、1898年（明治31年）7月12日 - 1978年（昭和53年）4月15日）は、日本の歌人。東京出身。本名は美代。父は歌人・動物学者の五島清太郎、母は明治女学校教諭の五島千代槌。夫は歌人・経済史学者の五島茂（旧姓・石槫）。夫と共に立春短歌会を主宰。新年歌会始の選者も務めた。

## 来歴
1898年、両親ともに教師の長女として生まれる。1908年自発的に聖書を読み、聖学院教会で受洗。幼少期より『源氏物語』などの古典に親しむ。1915年佐佐木信綱の『心の花』に入会。母によって女学校への進学を阻まれ、自力で検定試験の資格を得る。1923年文部省中等教員国語科の免許を取得。1924年東京帝国大学文学部の聴講生となり、東大短歌会で初めて石榑茂に会い、翌1925年佐佐木信綱の媒酌で結婚、茂を五島家に迎える。結婚後、東京帝国大学の聴講生と母が校長を務める晩香女学校の教諭とを両立させていたが、1925年に妊娠したのを機に家に入り、翌年長女を出産。
1928年、「心の花」を脱会し、夫の茂、前川佐美雄、栗原潔子らと新興歌人連盟を結成。1929年には短歌雑誌『尖端』を創刊し、坪野哲久らが結成したプロレタリア歌人同盟にも加盟したが、同年脱会し夫婦して歌壇を離れる。1931年に夫の在外研究に伴い長女とともに渡欧。1933年帰国後、大阪で暮らす。1936年、第一歌集『暖流』刊行。翌1937年、二女出産。茂とともに1938年に歌誌『立春』を創刊し主宰した。同誌は国策に沿った戦意高揚の役割をも担ったが、その背景には戦時下という状況とともに、滞欧生活で味わわされた人種差別があった。
1940年、伝説的な合同歌集『新風十人』（八雲書林）に参加、同歌集の参加者の中心はかつて結成され解散した新興歌人連盟の歌人たちであり、新興短歌運動のひとつの結実とも言える。病身の母の暮らす東京と自宅の大阪とを行き来する生活ののち、1943年に母親が死去し、代わって美代子が晩香女学校の校長に就任し家族で東京に転居。長女は東京女子高等師範学校進学に伴い家を出て寮に入ったが、翌年学徒動員で名古屋の航空機工場に派遣される。自身の母がそうであったように、長女が離れると美代子は発作を起こし、電報で長女を呼び戻すこともあった。
1946年第二歌集『丘の上』刊行。1948年、専修大学教授の夫が皇太子明仁の作歌指導の任を命ぜられ、同年、長女が東京大学に進学したことをきっかけに、自らも東京大学文学部聴講生となり、久松潜一教授の指導を受ける。1949年に葛原妙子、森岡貞香、長沢美津らとともに「女人短歌会」に参加し『女人短歌』創刊。同年東大研究生となり、専修大学講師も務める。1950年長女が自死する。同年、専修大学教授に昇進、第四歌集『風』刊行。
成長する我が子に対する愛情、喜びなどを歌にし、「母の歌人」と呼ばれる。急逝した長女を歌った、哀惜の情あふれる歌も多い。1952年に紙型となっていた第三歌集『炎と雪』を刊行。1955年より朝日新聞「朝日歌壇」の選者を1977年まで務める。1958年には第9回読売文学賞を「新輯母の歌集」で受賞。1959年より皇太子妃美智子の御歌指南に終生携わった。またこの年より1965年まで宮中歌会始の選者を務めた。1961年第五歌集『いのちありけり』出版。1963年『五島美代子全歌集』刊行。1968年札幌大学教授就任、ハワイ大学客員教授。1971年、紫綬褒章受章。1976年金婚記念歌集『五島茂・五島美代子歌集』刊行。
1978年4月15日病没。墓所は豊島区駒込の染井霊園。
1988年の『立春』創刊50周年記念事業として、五島美代子の短歌が月村麗子により英訳され、『I am alive : the tanka poems of Gotō Miyoko, 1898-1978』として出版された。

## 家族
- 父方祖父・五島守篤 - 長州藩士
- 父・五島清太郎
- 母方祖父・千住成貞（1848-1898） - 海軍大佐。佐賀出身。佐世保の鎮守府 (日本海軍)所属。本妻に一男一女のほか、紅葉館で働いていたヨネ（1853年生）との間に四男三女、別の女性との間に一女を儲けた[28]
- 母・五島千代槌（1873-1943） - 千住成貞とヨネの長女。明治女学校卒業後、母校で数学を教えたのち、1919年に私立晩香女学校を創立。異母妹・正子の夫に中山岩太[29][30][28]。
- 夫・五島茂
- 長女・五島ひとみ(1926-1950)  - 大手前高等女学校、東京女子高等師範学校を経て、戦後初の女性東大生として雑誌の表紙を飾るなどしたが在学中に自死[6][31]
- 二女・加茂いずみ(1937年生) - 大蔵官僚・加茂文治の妻[32]

## 著書
- 暖流 歌集 三省堂 1936（心の華叢書）NDL
- 赤道圏 甲鳥書林 1940
- 婦人のための短歌のつくり方 船場書店 1942
- 丘の上 歌集 弘文社 1948 NDL
- 風 歌集 女人短歌会 1950 CiNii[15]
- 短歌の作り方 婦人の歌一千首の添削実例発表 主婦の友社 1952
- 炎と雪 歌集 立春短歌会 1952 CiNii
- 私の短歌 短歌の創り方と味わい方　柴田書店 1957
- 新輯母の歌集 白玉書房 1957
- いのちありけり 歌集 角川書店 1961 NDL
- 五島美代子全歌集 短歌新聞社 1963 CiNii
- 時差 白玉書房 1968 NDL
- そらなり 自選歌集 短歌新聞社 1971
- 垂水 歌集 白玉書房 1973 NDL
- 五島茂歌集・五島美代子歌集 五月書房 1976 NDL
- 花激つ 最終歌集 短歌新聞社 1978 CiNii
- 花時計 エッセイ集 白玉書房 1979
- 定本五島美代子全歌集 五島茂編 短歌新聞社 1983 NDL
- I am alive : the tanka poems of Gotō Miyoko, 1898-1978 / translated with introduction, commentary, and notes by Reiko Tsukimura ; preface by Edward Seidensticker 1st ed (Asian poetry in translation. Japan ; 10) Katydid Books, c1988 [27]

### 評伝
- 大野とくよ『五島美代子論』ながらみ書房、2013年3月 NDL
- 濱田美枝子・岩田真治『祈り 上皇后・美智子さまと歌人・五島美代子』藤原書店、2021年6月 NDL